# Berto Ricci
Pour les articles homonymes, voir Ricci.
Roberto Ricci, dit Berto (né à Florence en 1905 et mort à Bir Gandula, Libye, en 1941) est un écrivain, poète et journaliste italien. Il fut l'un des grands penseurs du fascisme, il fonda la revue L'Universale et collabora à l’École de mystique fasciste dirigée par Niccolò Giani et Guido Pallotta. Il collabora au Il Popolo d'Italia, Critica fascista et Il selvaggio. Il fut un ami personnel de Indro Montanelli avec qui il collabora à L'Universale.

## Biographie
Berto Ricci est professeur de mathématique à Prato, Palerme et Florence. Jeune, il a des sympathies pour l'anarchisme mais en 1927, il adhère au fascisme, voyant dans le mouvement de Benito Mussolini l'incarnation des idées sociales et de vie que depuis toujours Ricci cultive. En 1931, il fonde la revue L'Universale.
Dans le panorama culturel des années 1930, il se montre très actif, dialoguant et collaborant avec des personnalités comme Giuseppe Bottai, Julius Evola, Ernesto De Martino, Romano Bilenchi, Ottone Rosai, Camillo Pellizzi. Lecteur intéressé de L’Universale, Mussolini fait convoquer Ricci au Palazzo Venezia au cours de l'été 1934. Le Duce complimente l'écrivain et ses collaborateurs, l'invitant à collaborer à Popolo d’Italia, où il tient une rubrique, Bazar. Les positions presque de « gauche » de L'Universale sont critiquées par Roberto Farinacci, qui y voit un attentat au droit de propriété.
Le dernier numéro de L'Universale sort le 25 août 1935 avec la justification qu'en raison du déclenchement de la guerre d’Éthiopie, au cours de laquelle Ricci combat comme volontaire, « il n'est plus temps de papier imprimé ».
En 1940, il participe à la première convention nationale de l'École de mystique fasciste.
Ricci part comme volontaire pendant la Seconde Guerre mondiale. Le 2 février 1941, son peloton est attaqué près de Bir Gandula, en Libye, par un Spitfire anglais au cours duquel il est tué. Il est enterré au  cimetière militaire des combattants d'Outre-mer de Bari sous le nom de Roberto Ricci.

## Pensées
« Nous croyons dans l'absolu politique, qu'est l'empire : nous abhorrons qui le nomme en vain »

— Berto Ricci, L'Universale, année 1, n°1, 3 janvier 1931
De formation anarchiste, Ricci a toujours proposé sa propre version du fascisme avec une forte empreinte sociale et sans compromis envers la bourgeoisie (il faut comprendre comme catégorie de l'esprit). Il soutint une « modernité italienne à venir , condition première de notre puissance nationale » et il s'affirma « d'une tradition [notre] civile, enrichi d'un millénaire chrétien mais sensiblement et robustement païen » .
Même dans les « années de consensus », il ne se lasse pas d'invoquer une «révolution perpétuelle» qui combat ceux qui ont trouvé leur place dans le régime et disposant, selon Ricci, d'une mentalité bourgeoise étrangère à l'esprit de la révolution fasciste. Pour l'écrivain florentin, il s'agissait d'accompagner la lutte contre les « Anglais du dedans » comme à celle « des Anglais de dehors ».
Philosophiquement, il s'oppose à Giovanni Gentile, publiant en réponse à l'idéalisme du philosophe sicilien un Manifesto Realista qui suscita l'intérêt de Julius Evola, lui aussi engagé au cours de ces années dans une bataille philosophique anti-idéaliste.

## Œuvres

### Œuvres de l'auteur
- (it) Berto Ricci, Poesie, Ed. Vallecchi, 1930
- (it) Berto Ricci, Lo scrittore italiano, 1931
- (it) Berto Ricci, Errori del nazionalismo italiano, 1931
- (it) Berto Ricci, Corona Ferrea, 1933
- (it) Berto Ricci (perdu à la guerre), Tempo di sintesi, 1940
- (it) Berto Ricci, La rivoluzione fascista, Società editrice Barbarossa, 1996

### Œuvres en collaboration
- (it) AA. VV., Il Rosai, L'Economica Firenze, 1930
- (it) O. Goldsmith, Il vicario di Wakefield, Ed. Vallecchi, 1931
- (it) Francesco Petrarca, Il meglio del Petrarca, Ed. Vallecchi, 1931
- (it) AA. VV., Processo alla borghesia, Ed. Roma, 1939

### Anthologies
- (it) AA. VV., Avvisi, Ed. Vallecchi, 1943
- (it) Diano Brocchi, Antologia de "L'Universale", Casa editrice Giardini Pisa, 1961
- (it) Diano Brocchi, Prose e Ritmi, Giovanni Volpe Editore, 1967
- (it) Diano Brocchi, L’Universale, Ediz. del Borghese